# Вымышленные истории
«Вымышленные истории» (исп. Ficciones) — сборник рассказов аргентинского писателя и поэта Хорхе Луиса Борхеса, куда входят такие выдающиеся работы как «Вавилонская библиотека», «Сад расходящихся тропок» и «Фунес, чудо памяти». Сборник издавался в период с 1941 по 1956 гг., а в 1962 году был опубликован на английском языке издательством Grove Press. Новеллы подарили Борхесу всемирную известность, а также окончательно утвердили ключевые темы для всего творчества писателя.

## Публикация
В 1941 году был опубликован второй в карьере сборник рассказов Борхеса «Сад расходящихся тропок» (Исп. El Jardín desenderos que se bifurcan), который состоял из восьми новелл. Затем в 1944 году к нему были присоединены ещё шесть коротких рассказов, объединённых во вторую часть под названием «Выдумки».

## Содержание
Часть первая: «Сад расходящихся тропок» / «El jardin de senderos que se bifurcan» (1941)
— «Тлён, Укбар, Орбис Терциус» / «Tlön, Uqbar, Orbis Tertius» (1940)
— «Пьер Менар, автор „Дон Кихота“» / «Pierre Menard, autor del Quijote» (1939)
— «В кругу руин» / «Las ruinas circulares» (1940)
— «Лотерея в Вавилоне» / «La lotería en Babilonia» (1941)
— «Анализ творчества Герберта Куэйна» / «Examen de la obra de Herbert Quain» (1941)
— «Вавилонская библиотека» / «La biblioteca de Babel» (1941)
— «Сад расходящихся тропок» / «El jardin de senderos que se bifurcan» (1941)

Часть вторая: «Выдумки» / «Artificios» (1944)
— «Фунес, чудо памяти» / «Funes el memorioso» (1942)
— «Форма сабли» / «La forma de la espada» (1942)
— «Тема предателя и героя» / «Tema del traidor y del héroe» (1944)
— «Смерть и буссоль» / «La muerte y la brújula» (1942)
— «Тайное чудо» / «El milagro secreto» (1943)
— «Три версии предательства Иуды» / «Tres versiones de Judas» (1944)
— «Конец» / «El fin» (1953)
— «Секта Феникса» / «La secta del Fénix» (1952)
— «Юг» / «El Sur» (1953)

## Стиль
Многие рассказы сборника обнажают свою мифологическую суть, выстраиваясь на тончайшей границе между иллюзией и реальностью. Читатель не всегда догадывается, где автор действительно вводит мистификацию, а где — нет. Для Борхеса характерно совмещение поэтического и прозаического метода, что акцентирует внимание не только на истории, но и на способе её изложения.

## Темы
Борхес осуществляет познание через символические и смысловые выражения, часто используя метафоры, которые выступают эпистемологическим средством. «Вымышленным историям» характерно обращение к таким символам, как «книга», «библиотека», «зеркало», «лабиринт». Посредством символизма автор обращается к темам времени, одиночества, смерти и противоречивости мироустройства.

### Лабиринт
Несмотря на то, что образ лабиринта можно встретить и в более ранних произведениях Борхеса, для «Вымышленных историй» он является основополагающим. Проза аргентинского писателя не просто обращается к лабиринту как к архитектурному объекту или символу, она является «лабиринтообразной» сама по себе. Мифические, умозрительные лабиринты выстраивают нарратив подобно своим стенам, делая структуру рассказов многоступенчатой и запутанной. Так, в рассказе «Вавилонская библиотека» лабиринт представляет собой бесконечную Библиотеку, конструкция которой упорядочена и разбита на одинаковые шестиугольные сегменты. Но важно то, что Библиотека в сущности является Вселенной. Таким образом, писатель в сопоставлении с бесконечной библиотекой выдвигает концепцию мироздания. По ходу рассказа мы понимаем, что в смыслах, составляющих этот лабиринт, необратимо теряются все обитатели Библиотеки, так как по своей сути она бесконечна, а значит — непознаваема.